# أنخيل لوبيز
أنخيل لوبيز (بالإسبانية: Ángel López)‏ هو لاعب كرة قدم أمريكية إسباني، ولد في 16 يناير 1992 في مدريد في إسبانيا.

## وصلات خارجية
- أنخيل لوبيز عل موقع إسبنسكروم (الإنجليزية)
- أنخيل لوبيز على موقع أوليمبيديا (الإنجليزية)